# AN/PVS-15
AN/PVS-15は、アメリカ特殊作戦軍で採用されている歩兵用暗視装置。第3世代の光増幅管を装備しており、製造はL-3 コミュニケーションズ社が行っている。
PASGT、ACH、LWHといった戦闘用ヘルメットやヘッドギアに装着して「ハンズフリー」の状態で使用するのが一般的。
型式のAN/PVSは"Army Navy/Portable Visual Search"を略したもので、陸海軍共通命名システムで命名されている。